# Bund Deutscher Frauenvereine

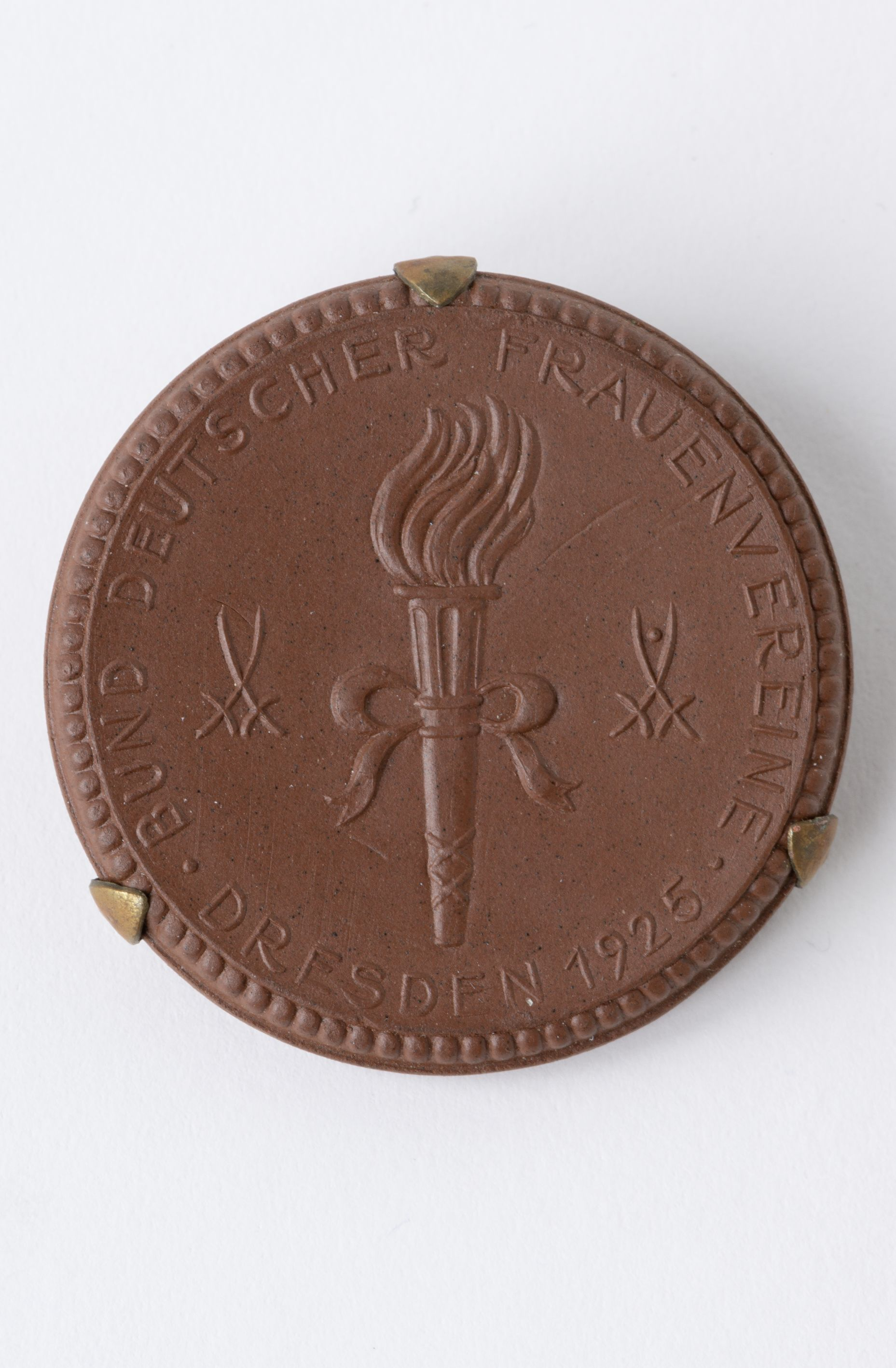
Anstecker des Bund Deutscher Frauenvereine Dresden um 1925

Der Vorstand des Bundes Deutscher Frauenvereine bei der ersten Konferenz in Jena 1907

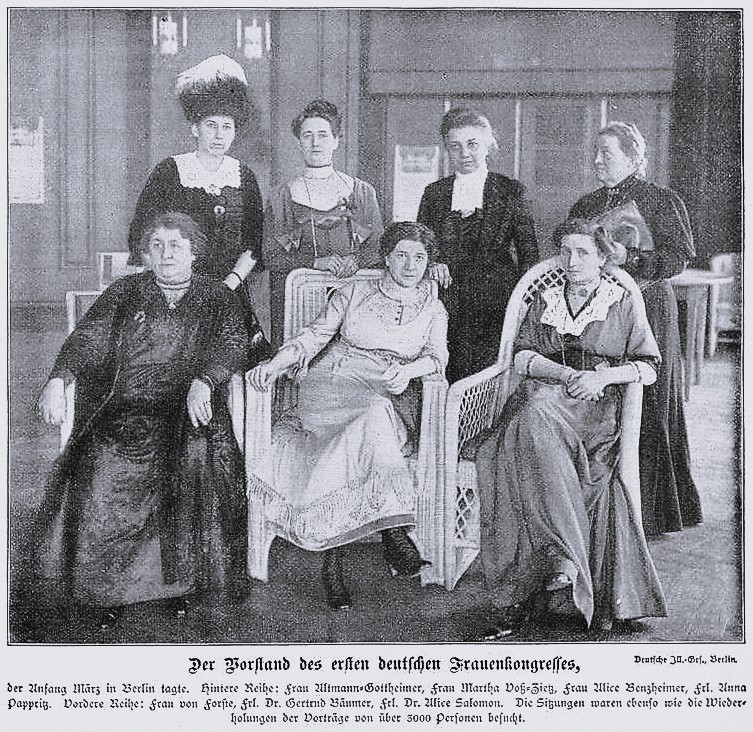
Vorstand des ersten deutschen Frauenkongresses Anfang März 1912 in Berlin. Hintere Reihe von links: Elisabeth Altmann-Gottheiner, Martha Voss-Zietz, Alice Bensheimer, Anna Pappritz. Vordere Reihe von links: Helene von Forster, Gertrud Bäumer, Alice Salomon.

Der Bund Deutscher Frauenvereine (BDF) wurde als Dachorganisation der bürgerlichen Frauenbewegung am 28./29. März 1894 gegründet und bestand bis zur Machtergreifung der Nationalsozialisten im Jahr 1933.
Der Bund war einflussreich und zählte zeitweise über eine Million Mitglieder.

## Ziele und Arbeitsgebiete
Um möglichst viele Frauenvereine in den BDF und damit in die Frauenbewegung integrieren zu können, sollte der BDF eine eher gemäßigte Linie verfolgen. Er förderte insbesondere die Interessen von Frauen an Bildung, besseren Arbeitsbedingungen und gesellschaftlicher Partizipation besonders im sozialen Bereich; politische Rechte wie das Wahlrecht wurden jedoch erst später explizit gefordert.
Inspiriert wurde die Gründung von der Generalversammlung des Internationalen Frauenrats (ICW) anlässlich der Weltausstellung 1893 in Chicago. Dem amerikanischen Vorbild folgend, dem 1888 gegründeten National Council of Women, legte der Bund für gemeinsame Aktionen das Konsensprinzip zugrunde. Daher wurden auch im Programm des BDF nur Punkte aufgenommen, die alle Mitgliedervereine unterstützen konnten. Der BDF sollte sich nicht in die inneren Angelegenheiten der Mitgliedervereine einmischen. Nach einer Einschätzung von Gertrud Bäumer zählten sich viele Mitglieder nicht zur Frauenbewegung im engeren Sinn, sondern verfolgten primär karitative oder berufsbezogene Ziele.
Entsprechend waren zwar Arbeiterinnen durchaus willkommen, doch konnten sozialistische Frauenvereine nicht dem Bund angehören. Ein wesentlicher Grund lag darin, dass sich Sozialistinnen in der Regel gegen die bürgerliche Frauenbewegung abgrenzten, weil diese die Klassenfrage nicht an die erste Stelle setzten. Ein weiterer Grund war, dass Frauen in Preußen bis 1908 jegliche explizit politische Betätigung verboten war; mit einer Aufnahme sozialistischer Frauenvereine hätte man, so die Befürchtung, eine Auflösung des Verbands riskiert. Das Verbot wurde 1908 mit Inkrafttreten des Reichsvereinsgesetzes aufgehoben.
Ihre Interessen durchsetzen konnten vor allem Vereine, die ein Mitglied im Vorstand hatten. Unter dem Vorsitz von Marie Stritt waren deshalb auch radikalere Positionen im BDF vertreten, während ihre Nachfolgerin Gertrud Bäumer zunächst die Integration konservativerer Vereine priorisierte, um die Mitgliederbasis des Verbands zu stärken.

## Vereinsstruktur
Der Vorstand repräsentierte die Hauptarbeitsgebiete und die wichtigsten Mitgliedervereine des BDF und führte zwischen den anfangs jährlich, ab 1898 alle zwei Jahre stattfindenden Generalversammlungen die Verbandsgeschäfte. Beschlüsse mussten von der Generalversammlung gefasst oder von allen Mitgliedervereinen bestätigt werden. Die Arbeitsgebiete wurden durch Kommissionen repräsentiert. Publikationsorgan des Vereins war das ab 1899 erschienene Centralblatt des Bundes Deutscher Frauenvereine.

### Vorstand
Der erste Vorstand setzte sich zusammen aus:
- Auguste Schmidt: 1. Vorsitzende bis 1899
- Anna Schepeler-Lette: 2. Vorsitzende; Vorsitzende des Lette-Vereins
- Anna Simson
- Hanna Bieber-Böhm, als Vorsitzende des Vereins Jugendschutz Vertreterin der Sittlichkeitsbewegung
- Auguste Förster
- Ottilie Hoffmann
- Helene von Forster, Vorsitzende des Nürnberger Vereins Frauenwohl
- Helene Lange
- Betty Naue
- Jeanette Schwerin: im Vorstand ab 1896; Leiterin der Mädchen- und Frauengruppen für soziale Hilfsarbeit
- Marie Stritt: im Vorstand ab 1896, 1899–1910 erste Vorsitzende; Gründerin des ersten Rechtsschutzvereins für Frauen in Deutschland.

1910 ging das Amt der ersten Vorsitzenden an Gertrud Bäumer über. Ab 1919 bis 1924 wurde es von Marianne Weber, von 1924 bis 1931 von Emma Ender und von 1931 bis zur Auflösung des BDF im Jahre 1933 von Agnes von Zahn-Harnack bekleidet. Gertrud Bäumer blieb während der ganzen Zeit als stellvertretende Vorsitzende im Vorstand.

### Generalversammlung
Die Anzahl stimmberechtigter Delegierten pro Verein wurde aufgrund der Höhe der Mitgliederbeiträge berechnet. Durch zusätzliche Beiträge konnten zudem Zusatzstimmen erworben werden. Vorschläge, die einer Benachteiligung ärmerer Vereine entgegenwirken sollten, konnten sich nicht durchsetzen.

### Mitglieder
- 1895: 65 Vereine
- 1901: 137 Vereine mit 70.000 Mitgliedern
- 1913: 2.200 Vereine mit ca. 500.000 Mitgliedern.
- 1928: Über eine Million Mitglieder.

### Mitgliedschaften
1897 trat der BDF dem Internationalen Frauenrat (ICW) bei.

### Finanzierung
Der BDF finanzierte sich fast ausschließlich durch Mitgliederbeiträge. Spenden waren selten. Weitere Einnahmequellen waren der Vertrieb von Zeitschriften und Jahrbüchern und der Frauenkongress von 1912, der Gewinn abwarf. Das in Wertpapieren angelegte Vereinsvermögen ging während der Inflation verloren.

### Kommissionen
Die inhaltliche Arbeit des BDF fand in den Kommissionen statt. Sie umfassten folgende Arbeitsgebiete:
- Recht, insbesondere Familienrecht im Zusammenhang mit der Reform des BGB. Mitglieder der Rechtskommission waren unter anderem Marie Stritt und Anita Augspurg
- Arbeiterinnenschutz, hier besonders die Einstellung von Gewerbeinspektorinnen um einerseits Arbeiterinnen weibliche Ansprechpartner zu geben und andererseits neue Arbeitsmöglichkeiten für Frauen aus der Mittelschicht zu schaffen. Diese Kommission wurde bis zu ihrem Tod 1899 von Jeanette Schwerin geleitet.
- Hebung der Sittlichkeit, was vor allem durch den Kampf gegen die sogenannte "reglementierte Prostitution" erreicht werden sollte
- Erziehungswesen
- Förderung der Mäßigkeit, vor allem durch Maßnahmen zur Einschränkung des Alkoholkonsums, wie etwa die Einrichtung alkoholfreier Gaststätten
- Förderung von Erwerbstätigkeit und wirtschaftlicher Selbständigkeit der Frau, etwa durch Verbesserung von Ausbildung- und Arbeitsbedingungen
- Kinderschutz

## Position
Bereits auf der Gründungsversammlung des BDF im März 1894 war die Beziehung der bürgerlichen (und adeligen) Frauenbewegung zur Arbeiterinnenbewegung Gegenstand heftiger Debatten. Die Vorsitzende Auguste Schmidt erklärte in ihrer einleitenden Ansprache, dass Arbeiterinnenvereine im Bund willkommen seien, solange sie keine politischen Tendenzen hätten. Hintergrund dieser Unterscheidung war das oben erwähnte, noch bis 1908 gültige Vereinsgesetz, das Frauen die Betätigung in politischen Vereinen verbot.
Einige Mitglieder des BDF (unter ihnen Minna Cauer) protestierten in Zeitungsartikeln gegen den Ausschluss sozialdemokratischer Frauen, diese – allen voran Clara Zetkin – lehnten eine Zusammenarbeit mit den bürgerlichen Frauen von sich aus ab, weil es der bürgerlichen Frauenbewegung nur darauf ankomme, Reformen innerhalb der bürgerlichen Gesellschaft zu bewirken. Das Selbstbild der proletarischen Frauenbewegung war hingegen, gemeinsam mit den (proletarischen) Männern die Gesellschaft zum Wohle beider Geschlechter zu verändern. Eine öffentliche Konfrontation und deutliche Unterscheidung zwischen bürgerlicher und proletarischer Frauenbewegung fand unter anderem beim internationalen Frauenkongress im Rahmen der Berliner Gewerbeausstellung 1896 statt.
Die konfessionellen Frauenverbände waren insgesamt eher konservativ geprägt. Mit Ausnahme des jüdischen Frauenbundes standen sie dem BDF eher ablehnend gegenüber. Der protestantische Deutsch-Evangelische Frauenbund trat 1908 gezielt in den BDF ein, um in der Diskussion um die Reform des §218 die Konservativen im BDF zu stärken. Ähnlich trat der durchaus konservative, von adeligen Frauen maßgeblich geprägte Bildungsträger Reifensteiner Verband 1913 auf Initiative Elisabeth Boehms beim BDF ein. Elisabeth Boehm (1859–1943) war Gründerin der landwirtschaftlichen Hausfrauenvereine und später langjähriges Vorstandsmitglied der Reifensteiner.
Als der BDF sich schließlich dazu durchrang, das Wahlrecht für Frauen zu fordern, trat der DEF 1918 wieder aus dem BDF aus. Das katholische Pendant des DEF, der Katholische Frauenbund Deutschlands trat dem BDF nie offiziell bei, arbeitete aber zum Beispiel in Frauenbildungs- und Rechtsfragen mit diesem zusammen.

## Auflösung
1933 löste sich der Bund Deutscher Frauenvereine auf, um einer Unterstellung unter die NSDAP zu entgehen.
Nach dem Zweiten Weltkrieg entstand 1951 aus einem Zusammenschluss von vierzehn Frauenverbänden auf Bundesebene der "Informationsdienst für Frauenfragen". Aus ihm entwickelte sich im Laufe der Zeit der Deutsche Frauenrat, der sich in der Tradition des BDF sieht. Die Rolle des BDF als internationale Interessensvertretung wurde hingegen vom Deutschen Frauenring übergenommen, der anstelle des Deutschen Frauenrats Mitglied im Internationalen Frauenrat ist.